# Ampull

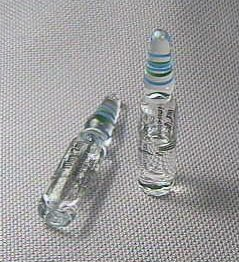
Ampuller

En ampull (eller ampulla) är en behållare som bland annat kan användas till förvaring av vaccin.

## Historia
Historiskt sett har ampuller använts till att innehålla ett mindre prov av en människas blod efter döden, som begravdes vid sidan om liken i många kristna katakomber. Från början trodde man att endast martyrer fick den här behandlingen, men numera tror många att det var en väl utbredd metod.

## Nutida användning
Moderna ampuller används för det mesta till att innehålla medicinska lösningar eller kemikalier med hög renhet som måste skyddas från luft. De är hermetiskt förseglade, vilket betyder att man smälter toppen av ampullen med en öppen låga.